# Cyphon albanicus
Cyphon albanicus es una especie de coleóptero de la familia Scirtidae.

## Distribución geográfica
Habita en Albania.